# Arbaz
Arbaz is een gemeente en plaats in het Zwitserse kanton Wallis, en maakt deel uit van het district Sion.
Arbaz telt 1.144 inwoners.